# Черниговское княжество
Черни́говское кня́жество — одно из наиболее крупных и мощных государственных образований на Руси в XI—XIII веках.
Бо́льшая часть Черниговского княжества располагалась на левом берегу Днепра в бассейне рек Десна и Сейм. Княжество было населено северянами, радимичами, а также вятичами и частично полянами. Столицей княжества был город Чернигов. Другими значимыми городами были Новгород-Северский, Стародуб, Вщиж, Сновск, Брянск, Путивль, Курск, Любеч, Рыльск, Трубчевск, Карачев, Козельск и др. Владения и влияние Черниговского княжества доходили глубоко на восток, в том числе в муромо-рязанские земли и к Тмутараканскому княжеству.
До XI века княжество управлялось местной племенной знатью и воеводами из Киева, назначенными великим князем для собирания податей с населения, разрешения судебных тяжб, а также для защиты княжества от внешних врагов, преимущественно кочевников.
В конце XI и в XII веках княжество дробилось на ряд уделов, управляемых Ольговичами, претендовавшими на многие русские княжеские центры за пределами княжества. В 1239 году было опустошено монголо-татарами и вскоре распалось на ряд самостоятельных княжеств, из которых самым влиятельным стало Брянское княжество. С 1401 года по 1503 год — в составе Великого княжества Литовского, затем — в составе Русского государства.

## История

### До Любечского съезда
Первое упоминание Чернигова в Повести временных лет датируется летом 6415 (907 год), где говорится о мирном договоре князя Олега с греками, и он поставлен первым городом после Киева. Грекам предписывалась особая дань для этого города, так как там сидел князь, подвластный Олегу. Основу населения княжества составило племя северян.
В 1024 году в результате Битвы при Листвене Черниговское княжество обособилось от Древнерусского государства. Тогда тмутараканская дружина князя Мстислава при поддержке северянской рати разбила войско киевского князя Ярослава Мудрого. Западной границей владений Мстислава стал Днепр, юго-восточной — западные отроги Кавказских гор.
И раздѣлиста и по Днѣпръ Рускую землю: Ярославъ прия сию страну, а Мьстиславъ ону (ПВЛ, лѣто 6534)
Однако Мстислав умер в 1036 году, а его единственный сын, Евстафий, умер раньше отца бездетным. Ярослав Мудрый объединил Киев и Чернигов в своих руках, переехав в Киев из Новгорода.
Незадолго до смерти в 1054 году Ярослав разделил государство между сыновьями на несколько уделов (Киевский, Черниговский, Переяславский, Волынский и Смоленский); Волынский и Смоленский вскоре были разделены между остальными). Черниговское княжество досталось Святославу Ярославичу, к которому восходит черниговская династия Ольговичей (через сына Олега).
Изяславъ сѣде Кыевѣ, а Святославъ в Черниговѣ (ПВЛ, лѣто 6563)
В 1060 году черниговцы участвовали вместе с киевлянами, переяславцами и полочанами в походе против торков. Тем временем в Тмутаракани князь Ростислав учинил смуту, дважды изгнав черниговского наместника, но вскоре его отравили греки, восстановив статус кво. В 1067 году черниговцы вместе с киевлянами ходили против Полоцкого княжества (Битва на реке Немиге). На следующий год половцы Шарукана нанесли ощутимое поражение объединённому киевско-черниговско-переяславскому войску на р. Альте. Некоторое время кочевники разоряли черниговские земли и даже подступили к самому Чернигову, однако были отражены 3-тысячной дружиной Святослава Ярославича на р.Снове, по данным новгородской летописи пленён был сам Шарукан. В 1073 году черниговский князь Святослав составил заговор с Всеволодом, они обвинили Изяслава в союзе с Всеславом Полоцким и изгнали его, Святослав вокняжился в Киеве. Однако после смерти Святослава Черниговщину получил Всеволод, помирившийся с Изяславом. Сопротивление им оказал сын Святослава Олег. Он закрепился в Тмутаракани, привёл войска на Нежатину Ниву, где несмотря на гибель киевского князя, не смог одержать победы (1078).
Воспользовавшись ослаблением Святополка и Владимира Мономаха и вступив в союз с половцами, Олег в 1094 году восстановил самостоятельность Черниговского княжества, изгнав из Чернигова Владимира Мономаха. В 1096 году он предпринял поход по маршруту Стародуб — Смоленск — Муром — Суздаль — Ростов — Муром (Муромский поход (1096)), после которого был созван Любечский съезд.

Печать Олега Святославича, князя Черниговского. После 1094 г.

### При Святославичах (1097—1127)
Любечский съезд 1097 года закрепил за Черниговом следующие земли: Северщина, Муромское княжество, Тмутараканское княжество. Брат Олега Давыд участвовал в большинстве походов начала XII века против половцев.
Следующий князь Ярослав Святославич, брат Олега и Давыда, был изгнан своим племянником Всеволодом Ольговичем в 1127 году. Несмотря на крестное целование, данное великим князем киевским Мстиславом Владимировичем Великим Ярославу, Мстислав не выгнал Всеволода, являвшегося его зятем, из Чернигова, и воспользовался конфликтом, чтобы овладеть Курском (спустя 10 лет Всеволод добился его возвращения у Ярополка Владимировича). Таким образом Черниговское княжество осталось во владении потомства двух князей — Давыда и Олега Святославичей. За потомством Ярослава остались муромские и рязанские земли, обособившиеся от Чернигова.

### Давыдовичи и Ольговичи (1127—1164)
Чернигово-северские князья участвовали в борьбе за Киев в 1146—1161 годах на стороне различных претендентов, что обернулось убийством Игоря Ольговича в Киеве восставшими в 1147 году, многократными разорениями чернигово-северских земель и гибелью в боях двух Давыдовичей. Старшая линия Святославичей прекратилась со смертью в 1167 году правнука Святослава Ярославича, князя Святослава Владимировича. Младшая линия — потомки Олега Святославича («Гориславича» — по «Слову о полку Игореве»), то есть линия Ольговичей, разделилась на две ветви: старшую — потомков Всеволода Ольговича, и младшую — потомков Святослава Ольговича. После смерти в 1164 году на черниговском княжении Святослава Ольговича бывший при нём сын Олег уступил княжение персонально имеющему приоритетные права Святославу Всеволодовичу, при этом северские земли закрепились только за потомками Святослава Ольговича. При этом Олег продолжал претендовать на лучшие черниговские волости (в 1167 году по смерти Святослава Владимировича вщижского и в 1173 году).

### Всеволодовичи черниговские и Святославичи новгород-северские
В 1169 году черниговские полки, в отличие от новгород-северских, не присоединились к походу владимирского князя Андрея Боголюбского, закончившегося первым в истории усобиц разгромом Киева.
После смерти в 1180 году Олега Северского обе ветви действовали единым фронтом сначала во главе со Святославом Всеволодовичем, затем — с Всеволодом Святославичем. В этот период Ольговичам удавалось временно овладевать киевским, галицким, волынским, новгородским княжениями, в основном в борьбе против смоленских Ростиславичей.
В 1175—1177 годах Ольговичи провели два удачных похода в поддержку Михаила и Всеволода Юрьевичей в их борьбе за власть во Владимиро-Суздальском княжестве.
В 1183 году состоялся общий поход южнорусских князей против половцев во главе с лидером Ольговичей, Святославом киевским, закончившийся разгромом и пленением хана Кобяка на реке Орели. В 1185 году Святослав планировал идти к Дону на половцев на всё лето, но ещё до завершения сбора им войск Игорь Святославич новгород-северский с ближайшими родственниками провёл широко известный неудачный поход, целью которого была Тмутаракань:
два сокола слѣтѣста съ отня стола злата поискати града Тьмутороканя (Слово о полку Игореве)
Поход закончился поражением в 3-дневном сражении и временным пленением участвовавших в нём князей. Ответное вторжение половцев на Русь было успешно остановлено на Днепре и Сейме.

#### Походы 1180—1181 годов
Поход, в течение которого Святослав и его союзники последовательно столкнулись со всеми своими политическими противниками, был предпринят Святославом в момент, когда почти одновременно обострились его отношения со смоленскими князьями, продолжавшими держать под своим контролем всю Киевскую землю и претендовать на Витебск вместе с союзниками Святослава — полоцкими князьями, а также с Всеволодом Большое Гнездо, развернувшим наступление на рязанских родственников Святослава и при этом пленившего его сына Глеба. Повод к войне подал сам Святослав, напавший на Давыда Ростиславича на днепровских ловах и сразу уехавший из Киева в Чернигов на военный сбор с братьями. Оставив часть сил в Чернигове, Святослав с половцами и новгородцами вторгся во Владимиро-Суздальское княжество и безрезультатно простоял с Всеволодом, на стороне которого выступили рязанцы и муромцы, по двум берегам реки Влены, а уходя оттуда весной 1181 года, сжёг Дмитров. Затем соединился с частью черниговских сил под Друцком, в котором осадил Давыда смоленского и заставил его уйти из города. Однако, Киевскую землю Святославу пришлось признать за Ростиславичами, поскольку Рюрик разбил Ольговичей и половцев на Днепре, а Новгород (как и влияние в Рязани) уступить Всеволоду, захватившему Торжок после ухода Святослава.

#### Походы 1196 года
После смерти Святослава Всеволодовича и вокняжения Рюрика Ростиславича в Киеве Всеволод Большое Гнездо разрушил союз южных Мономаховичей, потребовав у Рюрика данную перед этим Роману Мстиславичу волынскому волость в Киевской земле и передав её затем сыну Рюрика Ростиславу. Роман развёлся с дочерью Рюрика и вступил в союз с Ольговичами (1195). Зимой 1196 года Ольговичи в союзе с полочанами провели поход в Смоленскую землю. Осенью 1196 года Роман приказал своим людям разорять земли Рюрика, который, в свою очередь, вскоре организовал нападение войск Владимира Галицкого и Мстислава Романовича на Перемиль, Ростислава Рюриковича — на Каменец. Одновременно Рюрик, Давыд и Всеволод атаковали Черниговское княжество и, хотя не смогли преодолеть засечной черты на северо-востоке княжества, вынудили Ярослава Всеволодовича отказаться от претензий на Киев и Смоленск.

### Начало XIII века
В конце XII—начале XIII века различные ветви Ольговичей перестали перемещаться по уделам и каждая осела в каком-то определённом: старшая ветвь — Вщиж, Стародуб, Козельск, Сновск; младшая ветвь — Курск, Путивль, Рыльск, Трубчевск.
После 1198 года, когда Игорь Святославич перешёл на княжение в Чернигов, летописи не называют новгород-северских князей. Из синодиков известны Фёдор-Мстислав, Константин и Святослав Давыдовичи и их сыновья, считающиеся потомками Давыда Ольговича из старшей ветви. В 1198 же году Ольговичи в союзе со своим прежним противником Рюриком Ростиславичем вступили в борьбу за Галич для Игоревичей против Романа Мстиславича волынского, принесшую результаты только после гибели Романа (1205).
В 1203 году Ольговичи вместе с половцами участвовали в разгроме Киева Рюриком Ростиславичем, а в 1206 году состоялся черниговский съезд князей с участием смоленских Ростиславичей и половцев. Сведений о его решениях не сохранилось. Большинство историков считают, что на съезде обсуждался очередной поход на Галич, однако Войтович Л. В. предположил, что именно на нём было принято решение о распространении любечских принципов на Черниговскую землю, в том числе, по предположению исследователя, на Новгород-Северский, а усобицу 1226 года исследователь объясняет попыткой Олега курского отбить Новгород-Северский у старшей ветви.
В 1206—1212 годах Всеволод Святославич Чермный активно боролся против смоленских Ростиславичей за Киев. Представителей старшей ветви он размещал на Киевщине, младшей — в Галиче, и управлял Черниговом и Новгородом-Северским через племянника Рюрика Ольговича. Однако Игоревичи были разбиты венгро-польско-волынским войском (причём двое повешены боярами за предшествующие репрессии в отношении их), а в 1212 году Всеволод попытался лишить смоленских Ростиславичей владений в Киевской земле, но из-за этого лишился Киева в результате совместного похода смолян и новгородцев под Вышгород и Чернигов.
Черниговский князь Мстислав вместе со смолянами участвовал в борьбе против венгров в Галицко-Волынском княжестве (1219) и в Битве при Калке (1223) в составе широкой русско-половецкой коалиции.
Михаил Черниговский с помощью своего шурина Юрия Всеволодовича стал князем в Новгороде в 1224 году, а в 1226 году одержал победу во внутриполитической борьбе над Олегом курским. В 1229—1231 году неудачно боролся за новгородское княжение с Ярославом Всеволодовичем, после чего включился в борьбу на юге. В 1235 году Даниил Галицкий в союзе с Владимиром Рюриковичем разорил многие черниговские земли и безуспешно осаждал Чернигов. Однако, в результате ответного похода черниговско-половецкой коалиции Михаилу удалось занять Галич, а его союзнику Изяславу — Киев. В 1238 году он закрепился в Киеве, а затем был вытеснен Даниилом из Галича. После нападения монголов на Чернигов и Киев Михаил примирился с Даниилом, получил от него в кормление Луцк, позже Киев. Против Даниила с венгерской помощью продолжал борьбу его сын Ростислав, но неудачно.
Во время монгольского нашествия весной 1238 года упорнейшее 7-недельное сопротивление оказал монголам удельный центр земли Козельск (дольше из русских городов сопротивлялся монголам только Киев). Осенью 1239 года Чернигово-Северская земля оказалась основной целью завоевателей. Руководивший обороной Чернигова Мстислав Глебович потерпел поражение от монголов, а Чернигов был разгромлен. Мстислав и Михаил бежали в Венгрию. Свой поход на Киев и Галицко-Волынское княжество монголы отложили ещё на год. 20 сентября 1246 года Михаил был убит в Золотой Орде.

### «Великий князь черниговский» как титул брянских князей

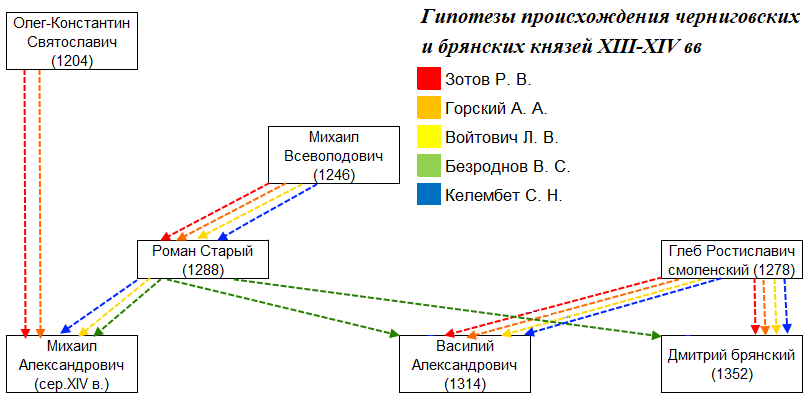
- Версия С. Н. Келембета аналогична версии Л. В. Войтовича

Брянск, бывший одним из городов Вщижского удела, после освобождения Чернигова Романом Михайловичем от литовцев в 1263 году стал фактической столицей Чернигово-Северской земли, а брянские князья стали титуловаться и великими князьями черниговскими. Их владения включили также такие крупнейшие княжеские центры прежней Черниговской земли, как Новгород-Северский и Стародуб. Вне их прямого контроля остались только уделы на верхней Оке и в Посемье.
Путивль и Курск упоминаются в начале XIV века в числе киевских «пригородов». Путивльские Ольговичи, предположительно, занимали в тот период кроме Посемья также Киевское и Переяславское княжества, но потерпели поражение от литовского князя Гедимина (начало 1320-х) и признали зависимость от него, при этом на территории княжества оставались ордынские сборщики дани (баскаки).
В конце XIII века Ростиславичи Смоленские посредством династического брака получили права на Брянск, а в нём, возможно, пресеклась мужская линия местной династии. Впоследствии черниговский престол продолжали занимать только Ольговичи, а Брянск, по различным версиям, — Ольговичи и смоленские Ростиславичи или только Ростиславичи. Последними черниговскими князьями были Михаил Александрович и — после изгнания из Брянска смоленских князей Ольгердом литовским в 1356 году) — его сын Роман (уб.1401). Традиционно эти два последних князя относятся к потомству Олега-Константина стародубского (Зотов Р. А., Горский А. А.), при этом различные историки считают наследниками Романа Старого по мужской линии их (Квашнин-Самарин Н. Д., Войтович Л .В., Келембет С. Н., Безроднов В. С.) и даже Василия (1310—1314) и Дмитрия (1314—1334, 1340—1352) брянских. При этом большинство же историков (Зотов Р. В., Войтович Л. В., Горский А. А., Келембет С. Н.) продолжают считать Романа сыном Михаила Всеволодовича, хотя это оспорено Власьевым А. Г. и Беспаловым Р. А.
Вплоть до захвата в 1357 году великим князем литовским Ольгердом происходила борьба за Брянск, осложняемая вмешательством Москвы и Орды. Под властью Литвы в течение нескольких десятилетий княжество сохраняло автономное управление. В 1362 году Ольгерд разбил ордынцев при Синих Водах и присоединил к своим владениям Киевское княжество вплоть до среднего Дона, включая Курск и Путивль.
В то время как Брянское княжество в XIV веке преодолевало раздробленность, на верхней Оке активно шло образование новых уделов. Помимо известного с XIII века Козельского княжества, с XIV века известны Новосильское, Карачевское, Звенигородское, Тарусское княжества, продолжавшие распадаться. Все они после недолгой борьбы к 1408 году оказались под властью Литвы (граница между Литвой и Москвой была установлена по р. Угре).
Последним князем брянским и великим князем черниговским был Роман Михайлович. Впоследствии он был литовским наместником в Смоленске, где в 1401 году был убит сторонниками представителя местной династии Юрия Святославича, поддерживаемого Олегом Рязанским. К концу XV века большая часть удельных княжеств в Черниговско-Северской земле была ликвидирована и соответствующие территории принадлежали непосредственно Великому князю Литовскому, который ставил в города своих наместников.

Чернигово-северские княжества в XIV—XV веках

Владельцы мелких черниговских княжеств в разное время лишились самостоятельности и стали служилыми князьями под властью великого княжества Литовского. Крупнейшие из них (Новосильские князья) сохранили полную внутреннюю автономию от Литвы и их отношения с Вильно определялись договорами (докончаниями), более мелкие потеряли часть княжеских прав и приближались по статусу к обычным вотчинникам.
В середине XV века часть южнорусских земель, на которых уже были ликвидированы уделы, была пожалована литовскими князьями князьям, происходящим из Московского великокняжеского семейства и бежавшим в Литву. Так в Северской земле было восстановлено несколько удельных княжеств: Рыльское и Новгород-Северское (потомки Дмитрия Шемяки), Брянское (потомки Ивана Андреевича Можайского), Пинское (потомки Ивана Васильевича Серпуховского).
Потомки многих из удельных чернигово-северских князей на рубеже XV—XVI веков перешли вместе с землями на московскую службу (Воротынские, Одоевские, Белёвские, Мосальские и другие), сохранив при этом свои владения и пользовались (до ликвидации уделов в середине XVI века) статусом служилых князей. Многие из них стали родоначальниками существующих поныне русских княжеских родов.

## Чернигов как центр Левобережья Днепра
Уже в IX веке Южная Русь включала в себя, помимо племенного княжения полян, также и часть днепровского левобережья с позднейшими городами Черниговом и Переяславлем. Точно определить её восточную границу затруднительно. Академик Б. А. Рыбаков относит сюда среднее течение Десны и бассейн Сейма. В договоре Олега с греками в 907 году главные центры днепровского левобережья Чернигов и Переяславль упомянуты среди русских городов соответственно на втором и третьем месте после Киева и сказано, что в них сидят князья, подвластные киевскому (однако, договор неизвестен по греческим источникам и во многом копирует договор 944 года).
Первое упоминание людей той стороны Днепра как представителей особого территориального образования относится к 968 году. Во главе этих людей упомянут воевода Претич, который мог быть должностным лицом киевского князя. Однако, решающим доводом в пользу вмешательства их в осаду Киева печенегами является опасение мести со стороны киевского князя, а затем Претич заключает с печенежским ханом мир, когда тот снял осаду Киева, но при этом не ушёл в степь. И только вернувшийся с Дуная Святослав изгнал печенегов, нарушив, таким образом, заключённый с ними Претичем мир.
К 1024 году относится эпохальный раздел Русской земли по Днепру между Ярославом и Мстиславом Владимировичами, просуществовавший до смерти Мстислава в 1036 году. Причём в этот период киевский князь Ярослав жил в Новгороде. В 1024 же году к Черниговскому княжеству присоединилось Тмутараканское — первоначальный стол Мстислава, и Муромское — бывшая волость убитого Глеба Владимировича. С 1054 года в Переяславле на левобережье образовался новый княжеский центр, который впоследствии не относился к владениям черниговской династии, хотя в период 1073—1093 Чернигов и Переяславль контролировались одними князьями. При старших Ярославичах в Чернигове и Переяславле существовали отдельные православные митрополии.
До окончательного покорения вятичей в XI веке сообщение Киева с Муромской землёй происходило через Смоленск, а не через Чернигов, и княжеский центр в Муроме возник раньше черниговского. Точное представление о разграничении владений князей левобережья с владениями князей правобережья восточнее Днепра дают переговоры Олега Святославича в 1096 году с Изяславом и Мстиславом Владимировичами: Муром считается вотчиной черниговских князей, Ростов — переяславских. Смоленская земля также не относилась к владениям черниговских князей, а была предметом спора, следовавшего, вероятно, из раздела Смоленской земли между тремя Ярославичами в 1060 году. Хотя сам Смоленск и находился на правом берегу Днепра, подвластная ему территория включала верхнее течение Десны на юге и бассейн Протвы (впадающей затем в Оку) на востоке; основные земли бассейнов Десны и Оки были черниговскими владениями.
В 1097 году за потомками Святослава Ярославича была признана вся Черниговская земля, однако при этом они, возможно, лишились права занятия киевского престола. Это право было восстановлено в 1139 году Всеволодом Ольговичем, женатым на дочери Мстислава Мономаховича, и из всех Ольговичей только потомки Всеволода впоследствии претендовали на Киев. Однако, это право оспаривалось Мономаховичами, которые пытались закрепить за собой не только Смоленск и Киев, но и все киевские волости на правобережье. Классический пример такой дискуссии имел место в 1195 году и приводится Ипатьевской летописью. Мономаховичи требуют от Ольговичей признания своих исключительных прав на Киев и Смоленск, на что получают ответ «Мы не угры и не ляхи, а одного деда внуки». Претензии черниговских князей на Переяславль существовали параллельно с их претензиями на Киев.

## Экономика
Большая часть княжества (кроме лесостепного Посемья) была покрыта лесами, причём западная часть (окрестности столицы) была болотистой, восточная (верховья Оки) — холмистой. Торговый путь по Десне связывал средний Днепр с верховьями Волги через систему волоков на верхнем Днепре, торговый путь по Сейму связывал средний Днепр с верхней Окой и Северским Донцом в районе Курска, также на восток шёл сухой путь между Киевом и Булгаром.

## Уделы Черниговского княжества
- Тмутараканское княжество (Краснодарский край, Крым) — потеряно в конце XI века.
- Муромское княжество (Рязанская и Владимирская область) — обособилось в 1127 году.
- Вщижское княжество (Брянская область) →(сер. XIII века)→ Брянское княжество (Брянская область)
- Стародубское княжество (Брянская область) →(сер. XIII века)→ Брянское княжество (Брянская область)
- Сновское княжество (Черниговская область) →(сер. XIII века)→ Брянское княжество (Брянская область)
- Новгород-Северское княжество (Черниговская область) →(сер. XIII века)→ Брянское княжество (Брянская область)
- Трубчевское княжество (Брянская область) →(сер. XIII века)→ Брянское княжество (Брянская область)

### Посемье
- Курское княжество (Курская область) →(нач. XIV века)→ Киевское княжество
- Рыльское княжество (Курская область) →(нач. XIV века)→ Киевское княжество
- Путивльское княжество (Сумская область) →(нач. XIV века)→ Киевское княжество
- Липецкое княжество (Липецкая область)

### Верховские княжества
- Козельское княжество (Калужская область)
- Карачевское княжество (тер. Калужской, Липецкой и Орловской областей)
  - Звенигородское княжество (Орловская область)
  - Елецкое княжество (Липецкая область)
  - Мосальское княжество (Калужская область)
  - Перемышльское княжество (Калужская область)
  - Хотетовское княжество (Орловская область)
- Глуховское княжество (Сумская область, имело владения на верхней Оке)
  - Одоевское княжество (Тульская область)
  - Новосильское княжество (Орловская область)
    - Белёвское княжество (Тульская область)
    - Воротынское княжество (Калужская область)
    - Одоевское княжество (Тульская область)

  - Устивское княжество (Калужская область)
- Тарусское княжество (Калужская область)
  - Волконское княжество (Тульская область)
  - Конинское княжество (Тульская область)
  - Мезецкое княжество (Калужская область)
    - Барятинское княжество (Калужская область)

  - Оболенское княжество (Калужская область)
  - Спажское княжество (Тульская область)

## Русские княжеские роды, происходящие из Черниговского княжества
- Барятинские
- Белёвские
- Болховские
- Волконские
- Воротынские
- Горчаковы
- Долгоруковы
- Елецкие
- Звенигородские
- Козельские
- Кромские
- Мезецкие
- Мосальские
  - Кольцовы-Мосальские
- Мышецкие
- Новосильские
- Оболенские
  - Оболенские-Белые
  - Горенские-Оболенские
  - Золотые-Оболенские
  - Кашины-Оболенские
  - Курлятевы-Оболенские
  - Лыковы-Оболенские
    - Белоглазовы-Лыковы

  - Нагие-Оболенские
  - Ноготковы-Оболенские
  - Пенинские-Оболенские
  - Серебряные-Оболенские
  - Стригины-Оболенские
  - Телепневы-Оболенские
  - Туренины-Оболенские
  - Щепины-Оболенские
  - Ярославовы-Оболенские
- Одоевские
- Огинские
- Пузына
- Репнины
- Тростенские
- Тюфякины
- Щербатовы